# Esposizione Universale di Roma
Pour les articles homonymes, voir EUR.
L'Esposizione Universale di Roma (EUR [ɛ:ur]) est un quartier de Rome, en Italie. Il est désigné dans la nomenclature administrative par Q. XXXII et fait partie du municipio IX. Sa population était de 10 315 habitants (au 31 décembre 2005) répartie sur une superficie de 473,82 hectares.
Il forme également une « zone urbanistique » désigné par le code 12.a, qui, en 2010, comptait 10 388 habitants. Sa fonction est aujourd'hui d'être le principal quartier financier et commercial de Rome.

## Historique
Sur une proposition de Giuseppe Bottai, alors gouverneur de Rome, ce quartier devait être la vitrine architecturale de l'Italie et célébrer les 20 ans de l'accession au pouvoir de Benito Mussolini et du fascisme. En accord avec le BIE, les travaux commencèrent à partir de la seconde moitié des années 1930 sous la supervision de l'architecte Marcello Piacentini et du commissaire Vittorio Cini, en vue d'accueillir l'exposition universelle prévue pour l'année 1942, mais celle-ci fut annulée en 1939 en raison de la Seconde Guerre mondiale.
Le projet comprenait différents bâtiments encore visibles aujourd'hui, la plupart furent achevés après la guerre, les travaux durant jusqu'au milieu des années 1950 : le palais des Offices (Palazzo degli Uffici ; aujourd'hui siège de l'Ente EUR), le palais des Congrès, le Palais de la civilisation italienne (à l'époque Palais de la Civilisation du travail, désormais siège de Fendi).
En 1951, le conseiller d’État Virgilio Testa est chargé de gérer et valoriser l'EUR, poste qu'il occupe jusqu'en 1973. Il accueille, notamment, les Jeux olympiques de Rome en 1960 ; sont alors construits un palais des Sports (Palazzo dello Sport), un nouveau palais des Congrès, un vélodrome et une piscine olympique.
C'est aujourd'hui à la fois un centre de loisirs, un quartier ministériel et d'affaires situé à la périphérie de la capitale italienne, desservi par la ligne B du métro et par la Via Cristoforo Colombo qui relie Rome à Ostie.

## Lieux et édifices remarquables
La place des Nations unies constitue une sorte d'entrée dans le quartier. Elle est faite de portes reliées par des piliers et d’imposantes fontaines. Son plan s'inspire du modèle « classique » de l’architecture des marchés de Trajan. Deux vastes boulevards mènent au palais des Congrès et au Palais de la civilisation italienne.
- Le Palais de la civilisation italienne (Palazzo della Civiltà Italiana) édifié en 1939 : ce monument, plus communément appelé « Colisée carré », un cube composé de 216 arches, peut être considéré comme un des édifices les plus représentatifs de l'architecture fasciste.
- Le palais des Congrès (Palazzo dei Ricevimenti e dei Congressi), de  Adalberto Libera (1938-1954). Libera avait conçu une arche en demi-cercle qui devait passer par-dessus le Tibre et qui fut représentée sur l'affiche officielle conçue en 1939 par Giorgio Quaroni : l'édifice, jamais achevé, rappelle le Gateway Arch (1963).

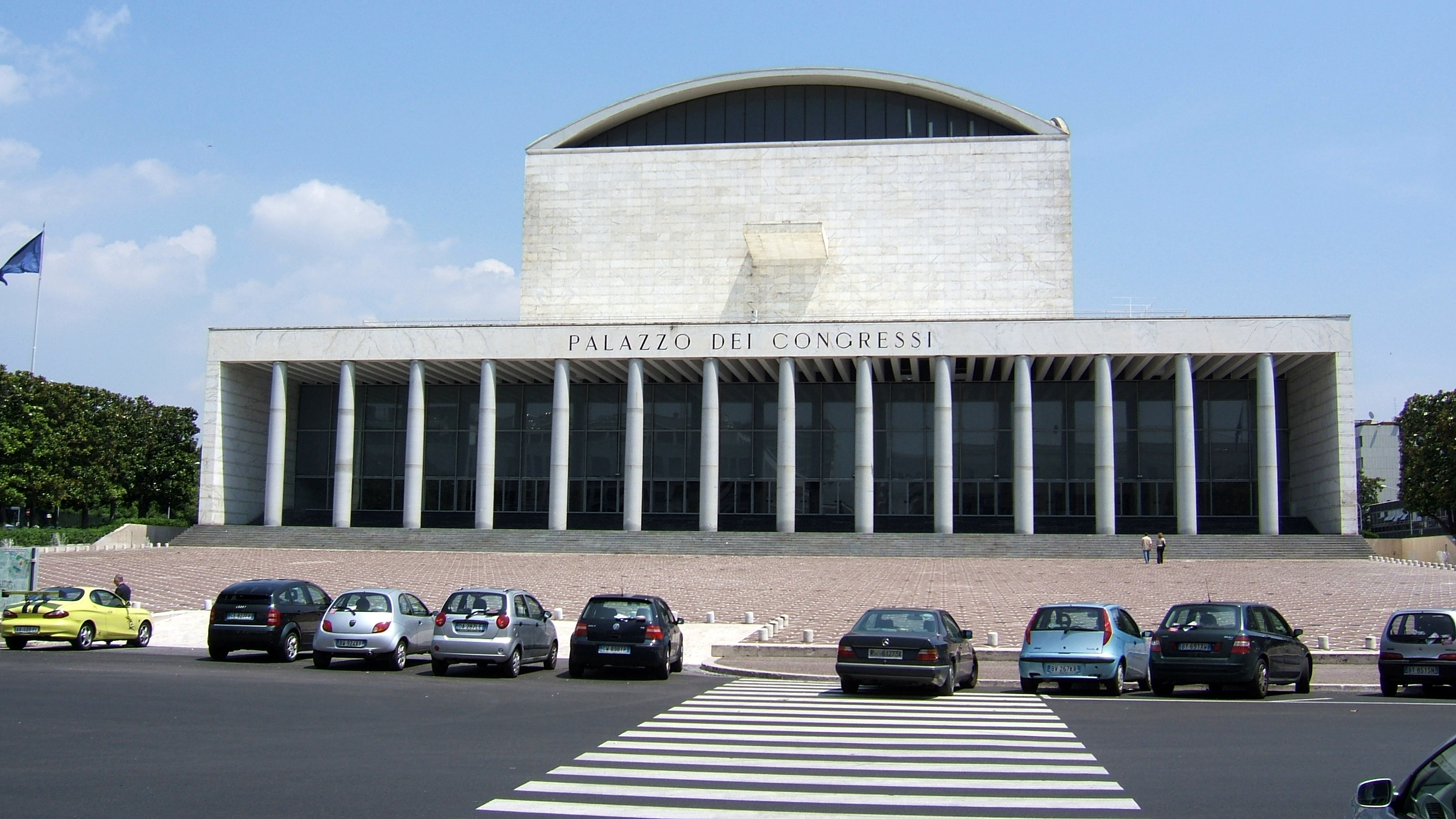
Palais des congrès.
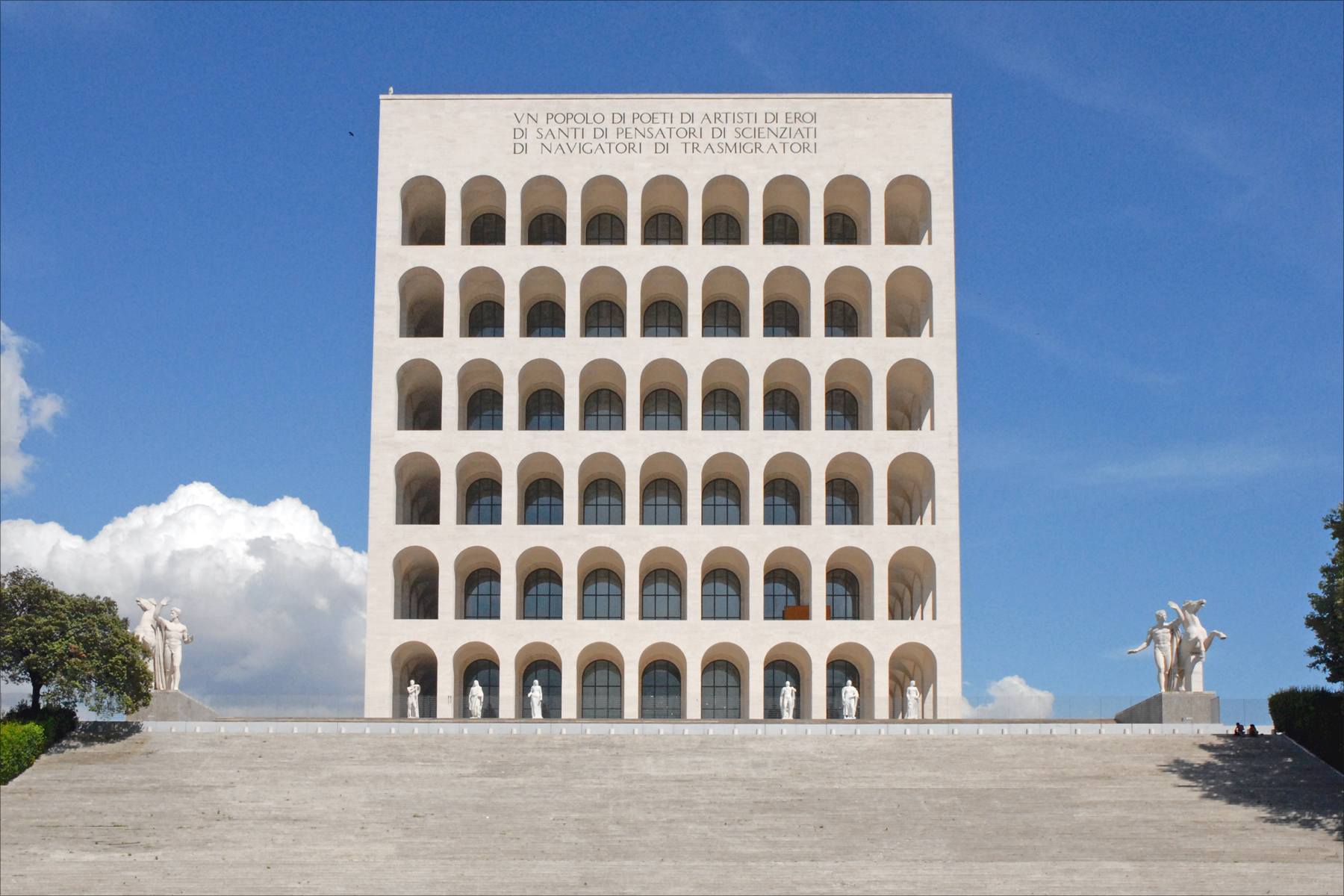
Palais de la civilisation italienne.
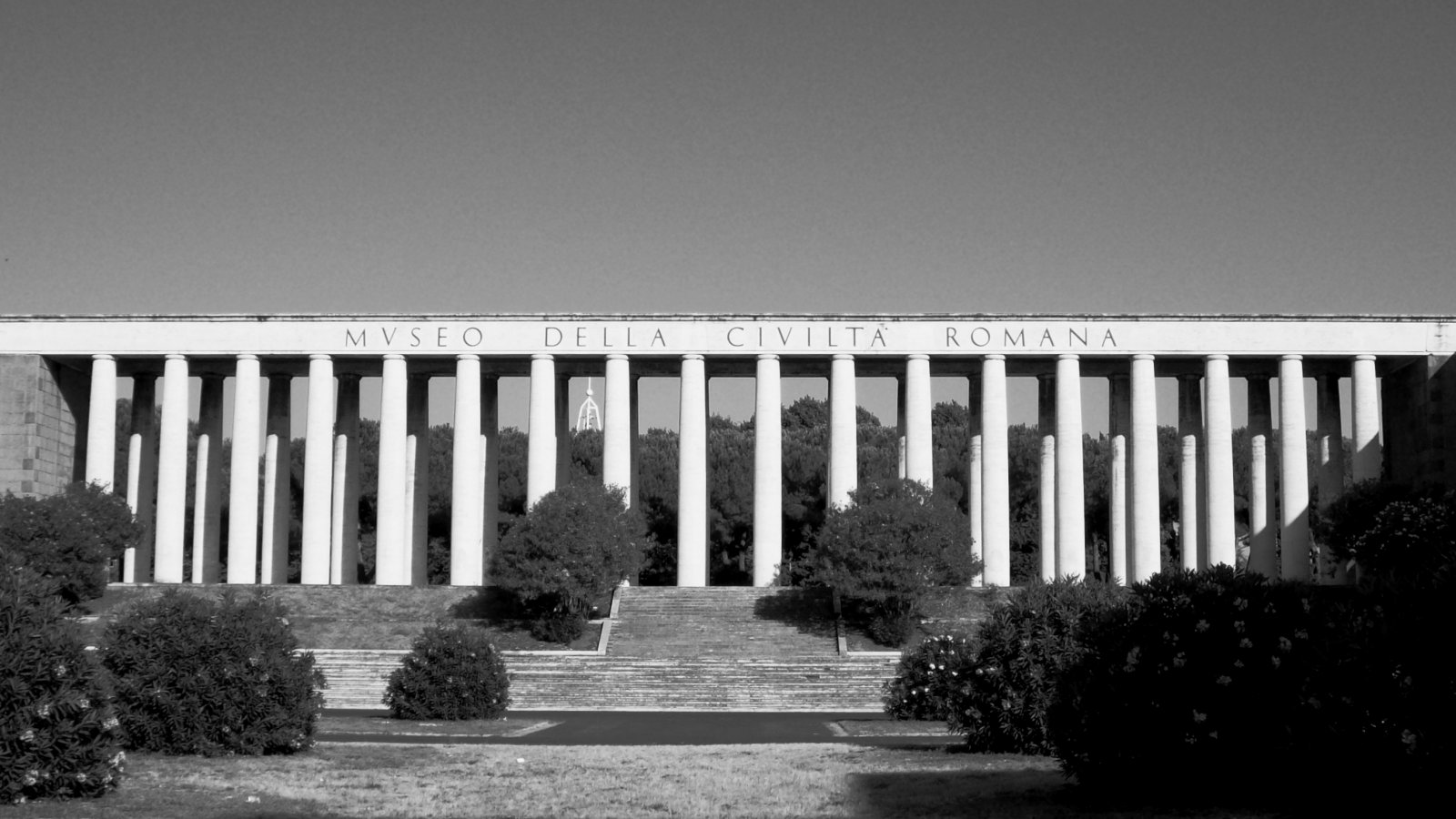
Colonnade du musée de la Civilisation romaine.

- La basilique des Saints Pierre-et-Paul, dressée sur une colline artificielle, inaugurée en 1955.
- L'obélisque de Marconi, commencé en 1939 et inauguré en 1959.
- Les Archives centrales de l'État : anciens pavillons qui devaient abriter les métiers, devenu le siège des archives nationales en 1960.

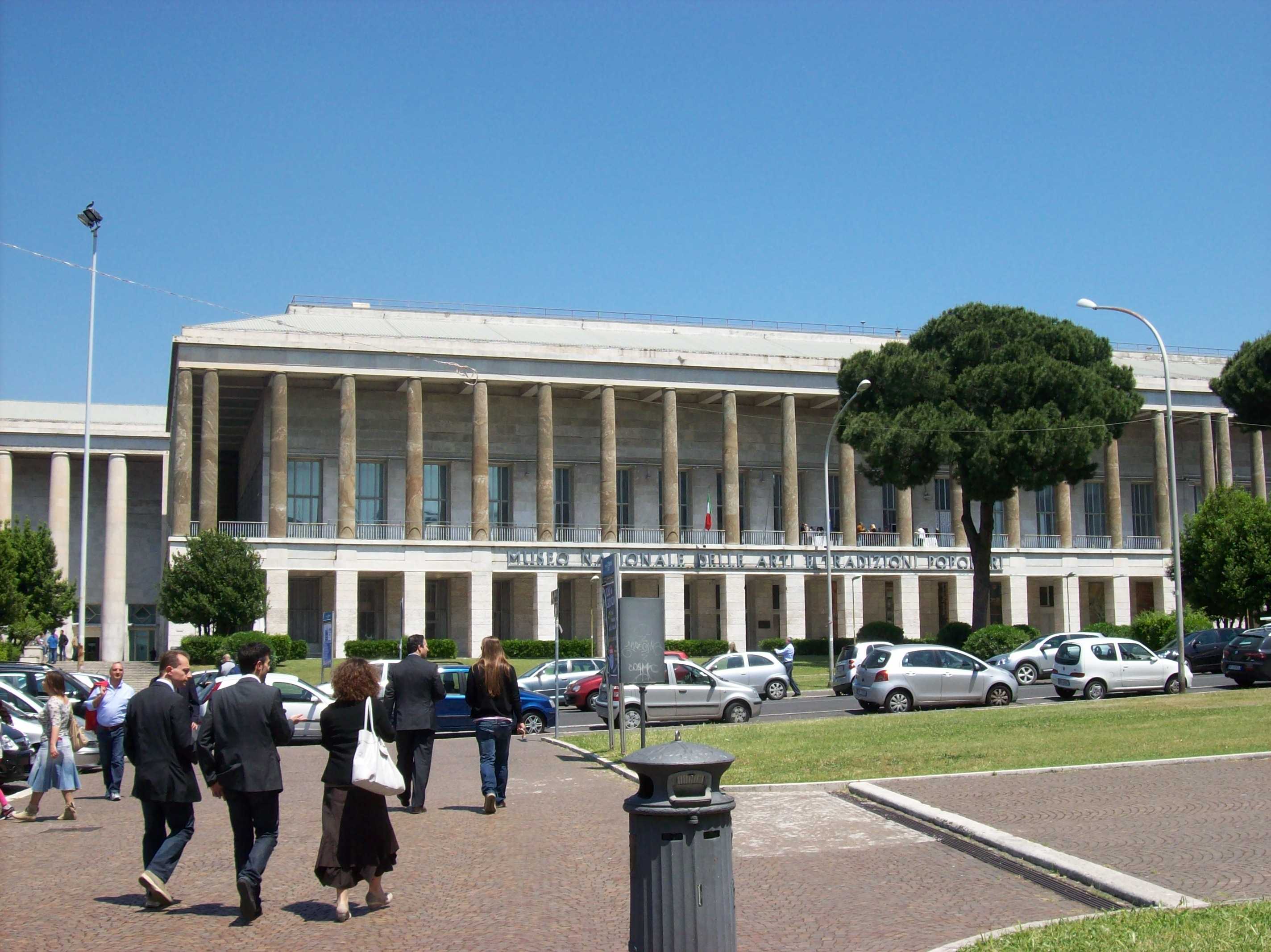
Musée national des arts et traditions populaires de Rome.
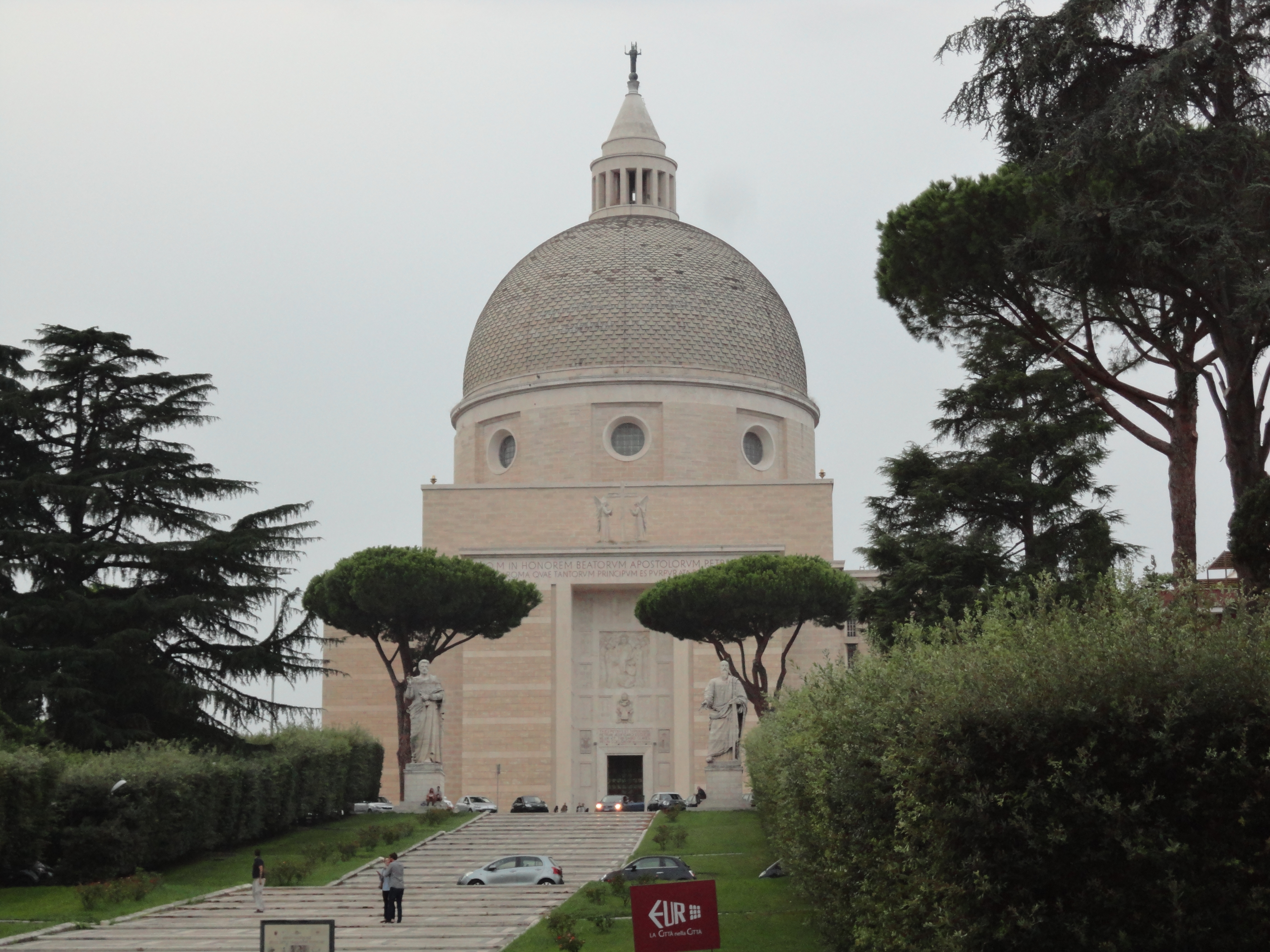
Basilique des Saints Pierre-et-Paul.
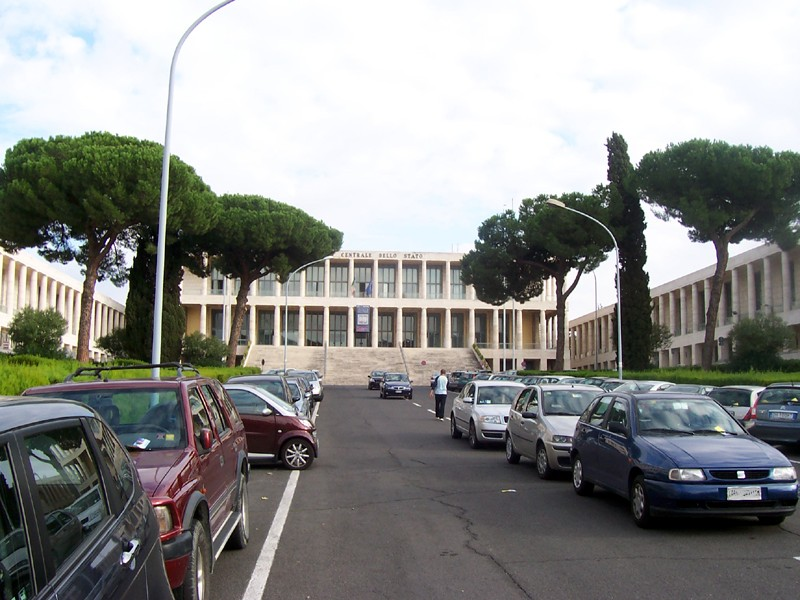
Archives centrales de l'État.

## Cinéma
- La dolce vita (1959) de Federico Fellini : dans la scène inaugurale du film, le quartier de l'EUR est très présent. L'intellectuel dépressif Steiner y vit avec son épouse et ses enfants.
- Fellini y a également tourné les scènes du sketch Les Tentations du docteur Antoine dans le cadre du film à sketches Boccace 70 (1962), avec Anita Ekberg et Peppino De Filippo.

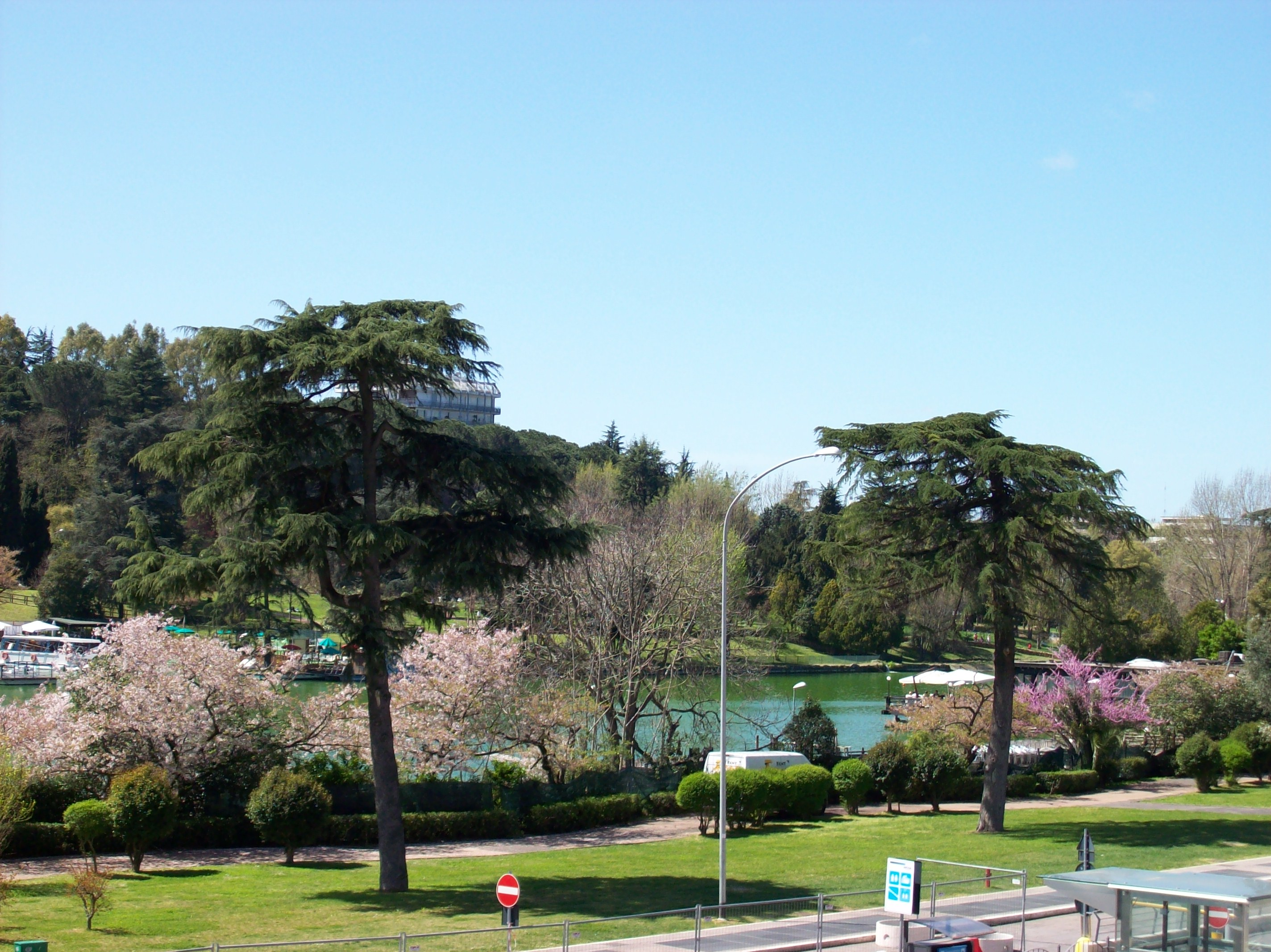
Le Parc Central du Lac.
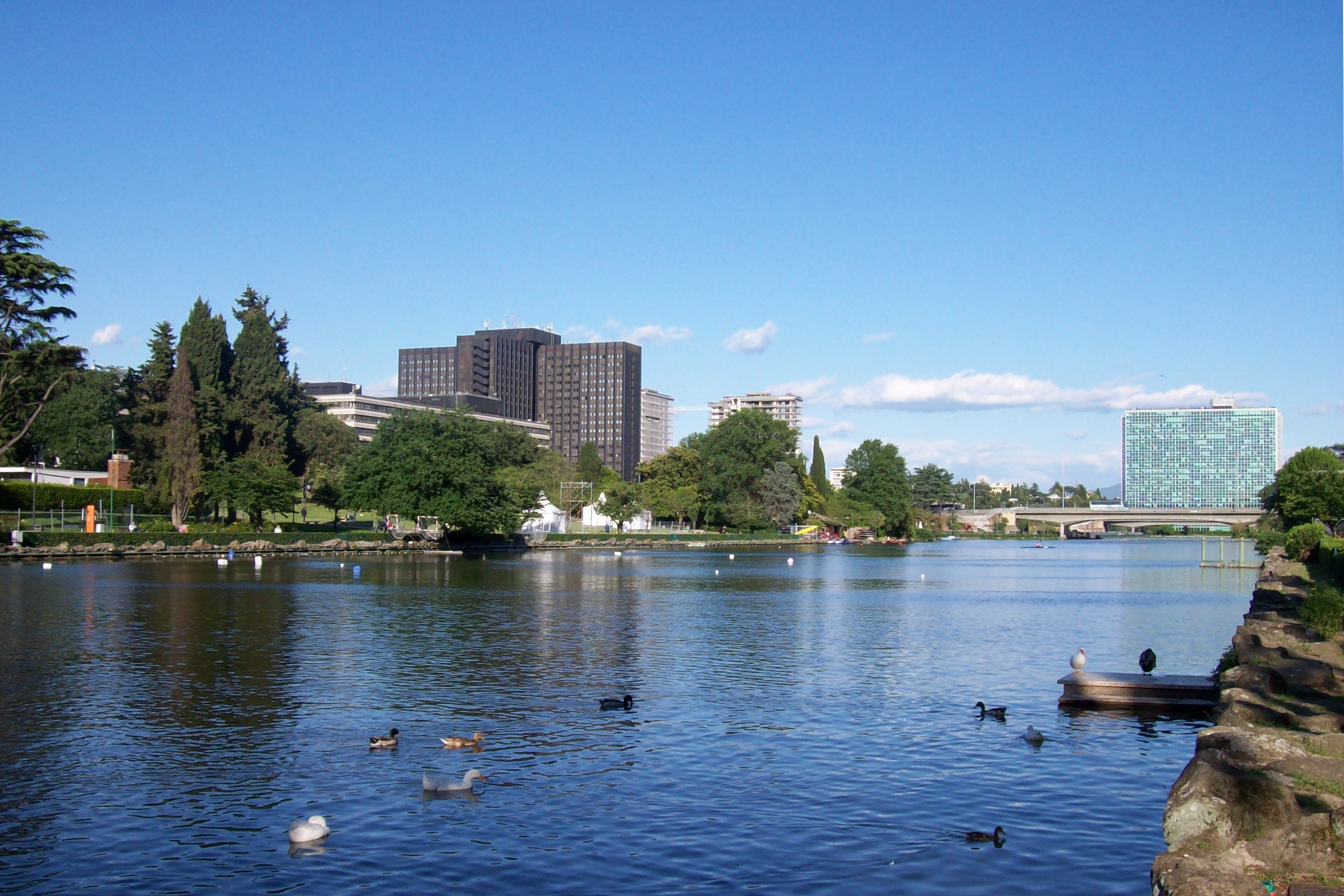
Le Laghetto.
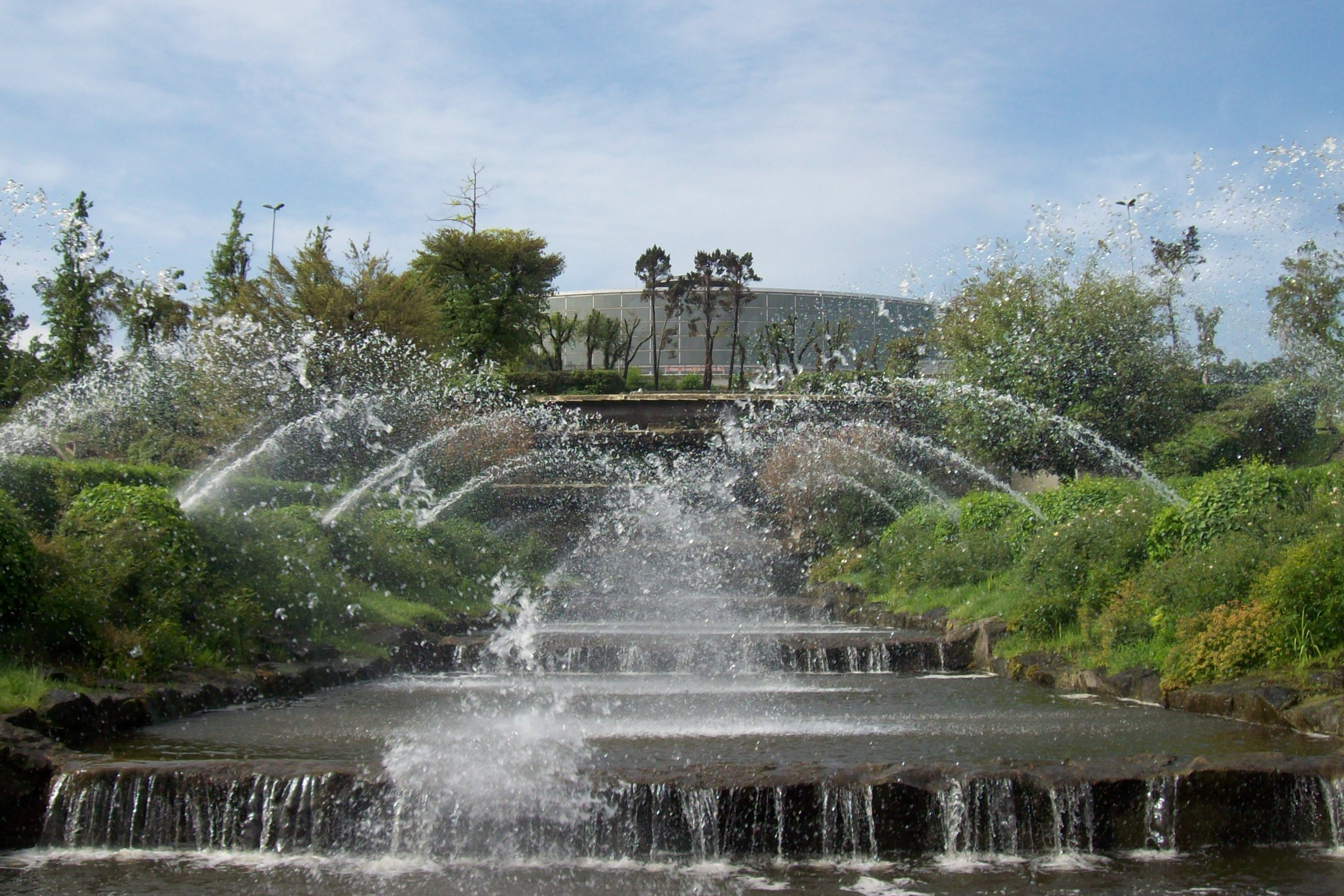
Cascade du Laghetto.